# Opilio (Konsul 453)
Flavius Opilio war ein spätantiker weströmischer Beamter und Politiker in der Mitte des 5. Jahrhunderts.
Opilio war von 449 bis 450 magister officiorum des Kaisers Valentinian III., zu dessen oberstem Staatsrat (consistorium) er damit auch gehörte. Er war außerdem Stadtpräfekt von Rom (nach 450) und Konsul im Jahr 453. Er führte die Ehrentitel vir clarissimus und vir illustris sowie patricius.